# Kerti hajnalka
A kerti hajnalka (Ipomoea purpurea) a burgonyavirágúak (Solanales) rendjébe és a szulákfélék (Convolvulaceae) családjába tartozó faj.

## Előfordulása
A kerti hajnalka eredeti előfordulási területe az amerikai szuperkontinens. A természetes elterjedése az Amerikai Egyesült Államokbeli Arizonától dél felé, Mexikón és Közép-Amerika egyes területein keresztül, Észak-Argentínáig tart. Dél-Amerikában, csak Francia Guyanában, Guyanában, Surinameban, Bolíviában, Paraguayban, Chile legészakibb és legdélibb részein, valamint Dél-Argentínában hiányzik.
Az ember betelepítette Észak-Amerika más részeire, főleg e kontinens két partja mentére; Dél-Amerikában Bolíviába, a Karib-térség néhány szigetére; Európa nyugati, délnyugati és déli részeire - az északi határt Ausztria, Románia és az európai Oroszország képezik -; Ázsiának a déli részeire (Törökországtól a Fülöp-szigetekig), továbbá a Koreai-félszigetre és Szibéria keleti partvidékének egy kis térségére; Ausztrália keleti harmadába; Új-Zélandra és Afrika déli felére, beleértve Madagaszkárt is.

## Képek

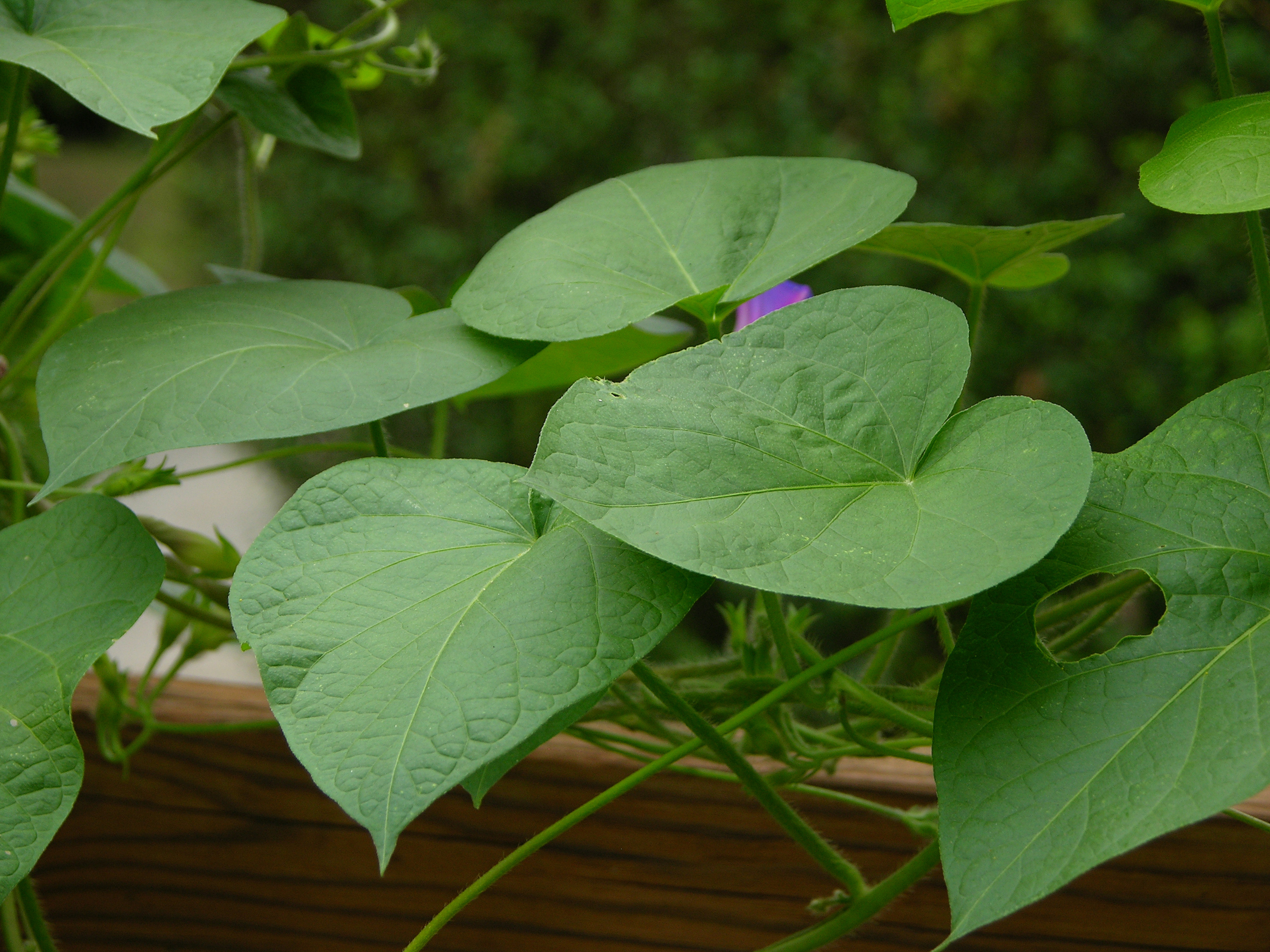
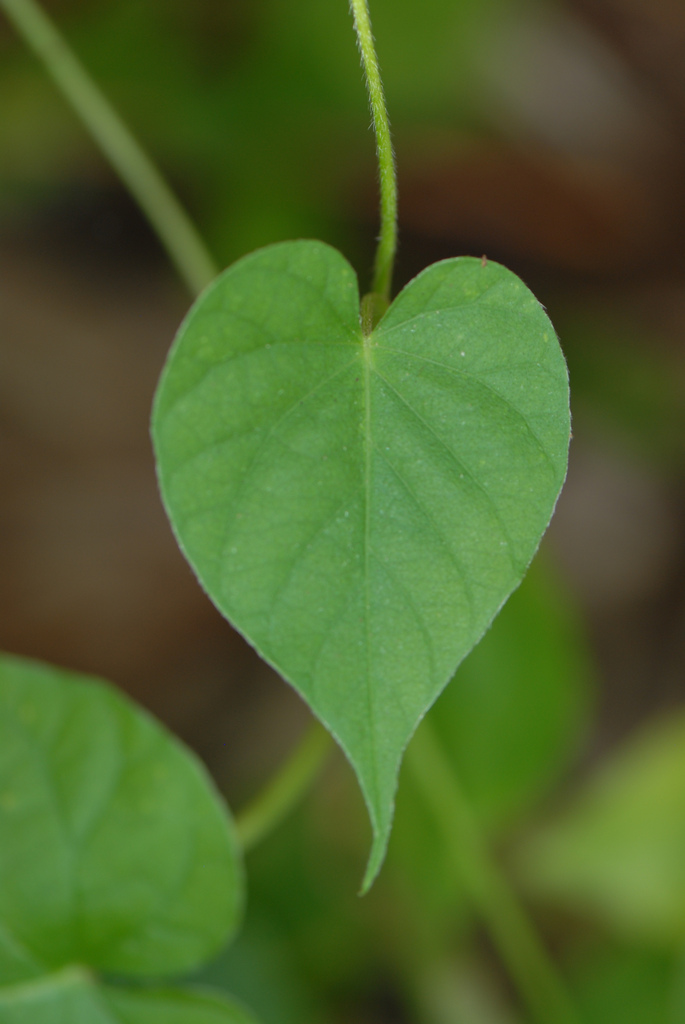
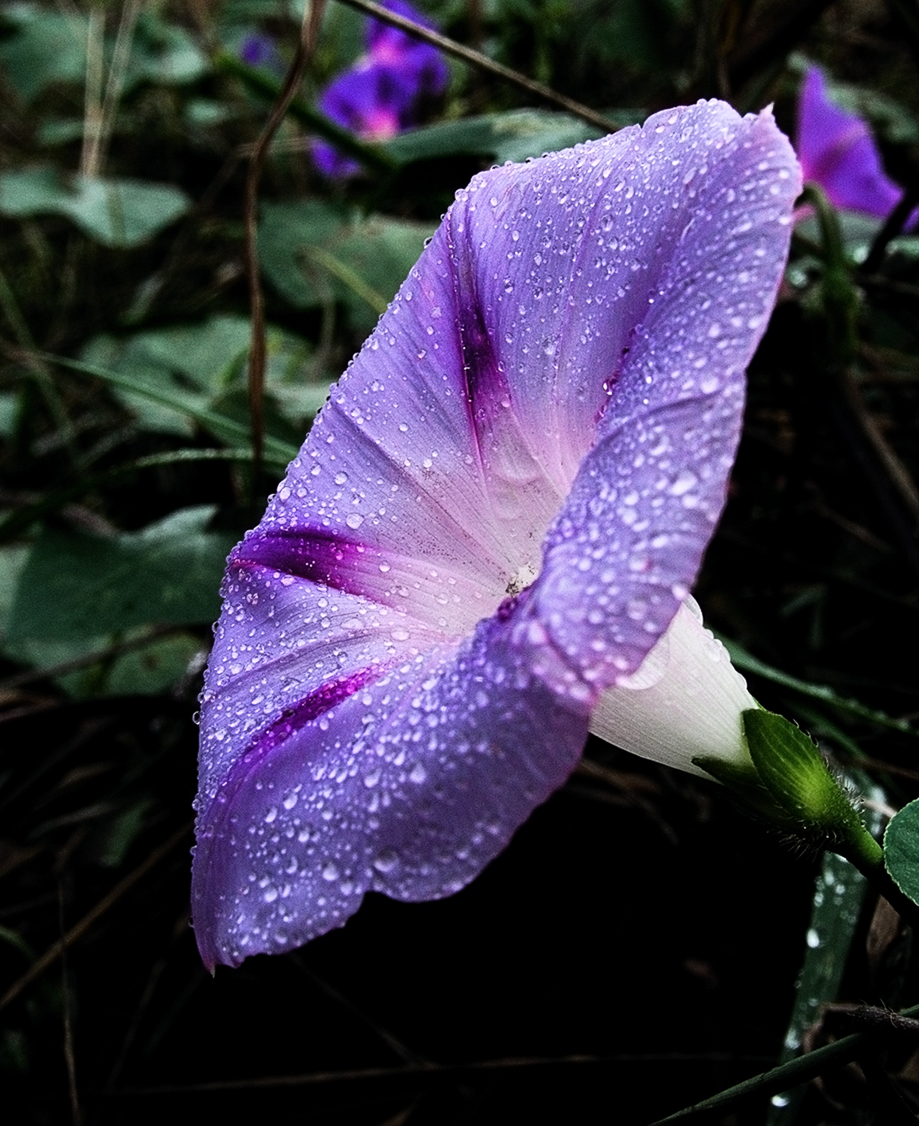
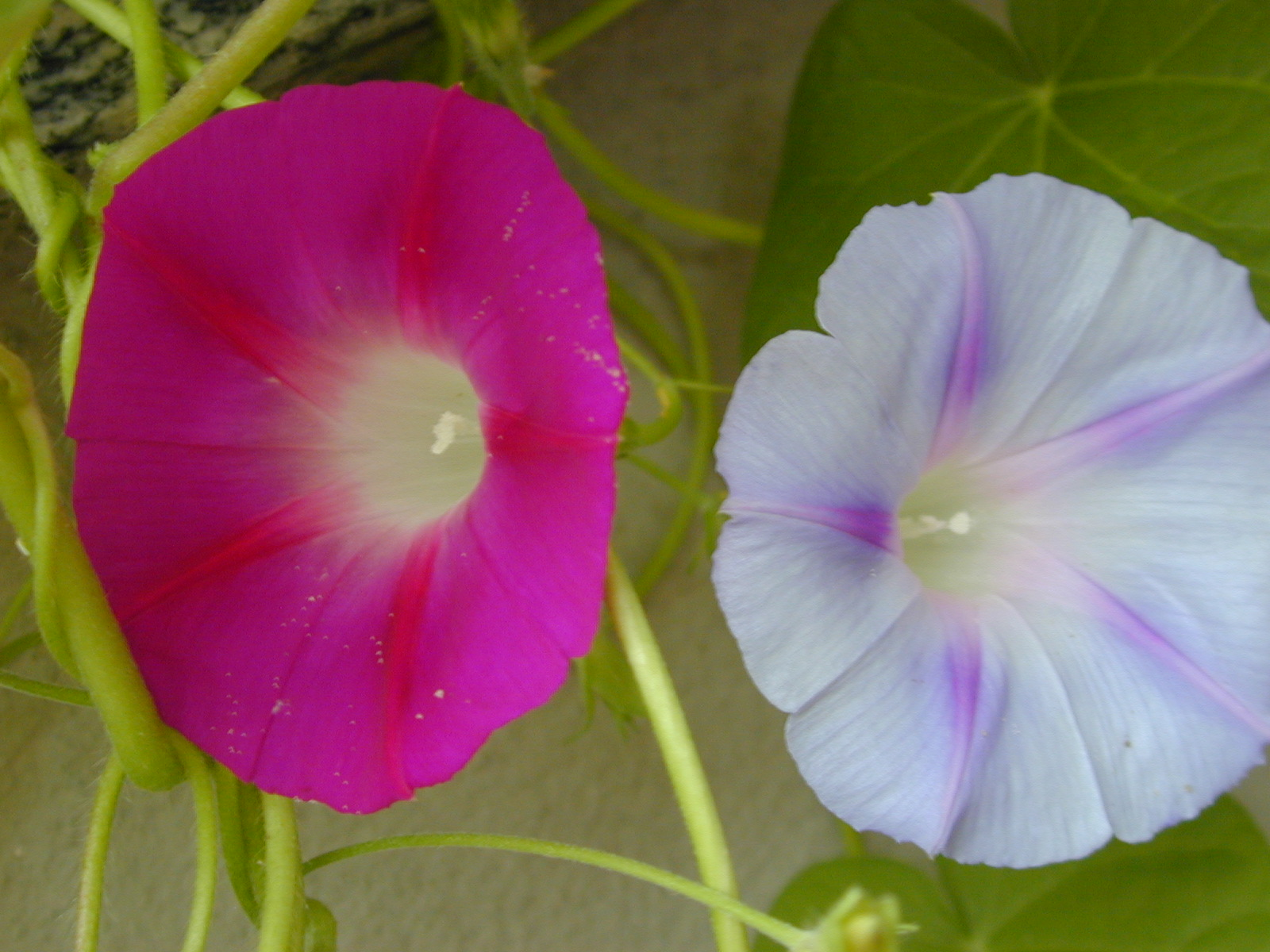
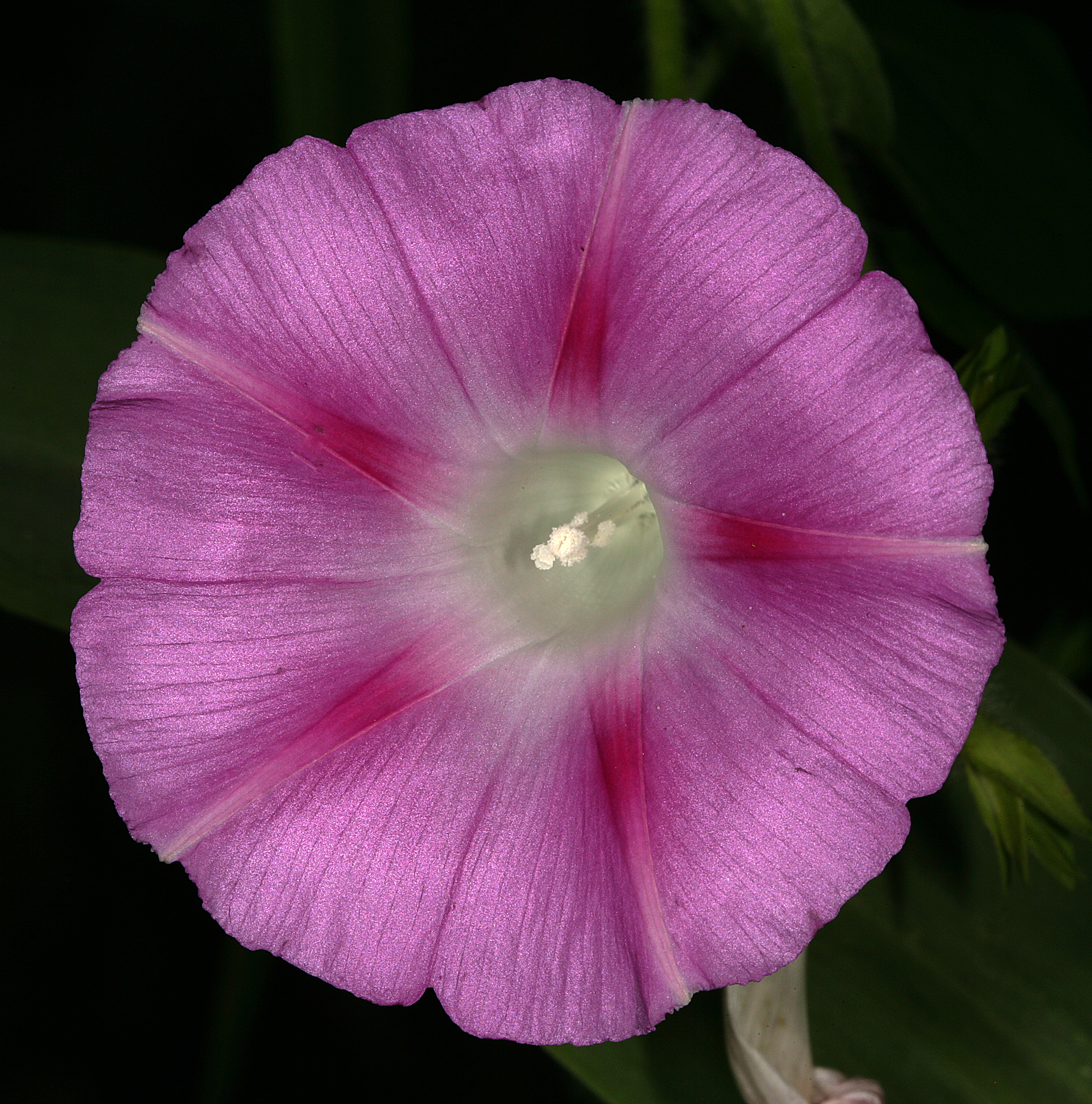

## Megjelenése
Csavarodó, kúszó, egynyári növény, amely indáinak segítségével kapaszkodik. A 3-15 centiméter hosszú levélnyélen ülő néha háromkaréjú levelei 3-8  centiméter hosszúak és 3-8 centiméter szélesek. A virágának átmérője 4-5 centiméter lehet; színezete általában rózsaszín, krémszínű vagy kékes árnyalatú is lehet.  A 9-11 milliméteres termésében körülbelül 6 darab 5 milliméteres mag ül.